# Nederlands handbalster van het jaar
Sinds 1979 wordt elk jaar de beste handbalster van het jaar van Nederland uitgeroepen. In de afgelopen decennia zijn de prijzen veranderd, waar voorheen alleen één handballer werd verkozen, worden nu meerdere handballers van verschillende posities bekroond met een prijs.
De verkiezing van de winnende speler is in de afgelopen decennia veranderd. Voorheen een winnaar werd gekozen door spelers, analisten en trainers of kon er door iedereen gestemd worden op het internet, maar tegenwoordig worden de winnaars gekozen door de bondscoaches van het Nederlands handbalteam.

## Winnaars 1979 - 2003
| Jaar | Speler                 | Club           | Bron |
| ---- | ---------------------- | -------------- | ---- |
| 1979 | Hennie de Kok          | Hellas         |      |
| 1980 | Hennie de Kok          | Hellas         |      |
| 1981 | Diane Niemantsverdriet | Hellas         |      |
| 1982 | Marjo Smeets           | Swift Roermond |      |
| 1983 | Laura Robben           | Niloc          |      |
| 1984 | Diane Niemantsverdriet | Quintus        |      |
| 1985 | Hanneke van Eyl        | Ookmeer        |      |
| 1986 | Marianne Bult          | Ookmeer        |      |
| 1987 | Carla Kleintjens       | Vlug en Lenig  |      |
| 1988 | Laura Robben           | SEW            |      |
| 1989 | Laura Robben           | SEW            |      |
| 1990 | Crista Thorsen         | PSV            |      |
| 1991 | Crista Thorsen         | PSV            |      |
| 1992 | Katalin Szilagyi       | Swift Roermond |      |
| 1993 | Katalin Szilagyi       | Swift Roermond |      |
| 1994 | Diana Mouton           | Swift Roermond |      |
| 1995 | Onbekend               | Onbekend       |      |
| 1996 | Katalin Szilagyi       | Swift Roermond |      |
| 1997 | Onbekend               | Onbekend       |      |
| 1998 | Natasja Burgers        | Nieuwegein     |      |
| 1999 | Onbekend               | Onbekend       |      |
| 2000 | Olga Assink            | GOG            |      |
| 2001 | Ingeborg Vlietstra     | AAC 1899       |      |
| 2002 | Silvia Hofman          | Hellas         |      |
| 2003 | Berislava Berak        | SEW            |      |

## Winnaars 2004 - heden
| Jaar | Beste keeper        | Club            | Beste (hoek)speler          | Club            | Beste cirkelspeler | Club            | Beste opbouwer           | Club            | Bron |
| ---- | ------------------- | --------------- | --------------------------- | --------------- | ------------------ | --------------- | ------------------------ | --------------- | ---- |
| 2004 | Marieke van der Wal | Vlug en Lenig   | Joyce Hilster               | SEW             | Babette Zonneveld  | SEW             | Wendy van Wanrooij       | Vlug en Lenig   |      |
| 2005 | Bettine Spaans      | Hellas          | Maura Visser                | Hellas          |                    |                 |                          |                 |      |
| 2006 | Geen verkiezing     | Geen verkiezing | Geen verkiezing             | Geen verkiezing | Geen verkiezing    | Geen verkiezing | Geen verkiezing          | Geen verkiezing |      |
| 2007 | Peggy Viergever     | Quintus         | Maura Visser                | Horsens HK      |                    |                 |                          |                 |      |
| 2008 | Peggy Viergever     | Quintus         | Rachel Piekhaar             | Quintus         | Yvette Broch       | Quintus         | Roxanne Bovenberg        | Quintus         |      |
| 2009 | Martine Ter Haar    | VOC             | L: Rachel Piekhaar          | Quintus         | Marcella Deen      | VOC             | L: Teuntje Schaefers     | VOC             |      |
| 2009 | Martine Ter Haar    | VOC             | L: Rachel Piekhaar          | Quintus         | Marcella Deen      | VOC             | M: Lindsey Schrekker     | VOC             |      |
| 2009 | Martine Ter Haar    | VOC             | R: Debbie Bont              | VOC             | Marcella Deen      | VOC             | M: Lindsey Schrekker     | VOC             |      |
| 2009 | Martine Ter Haar    | VOC             | R: Debbie Bont              | VOC             | Marcella Deen      | VOC             | R: Laura van der Heijden | Nieuwegein      |      |
| 2010 | Larissa van Dorst   | Hellas          | L: Martine Smeets           | Dalfsen         | Danick Snelder     | Hellas          | L: Lois Abbingh          | E&O             |      |
| 2010 | Larissa van Dorst   | Hellas          | L: Martine Smeets           | Dalfsen         | Danick Snelder     | Hellas          | M: Estavana Polman       | AAC 1899        |      |
| 2010 | Larissa van Dorst   | Hellas          | R: Þórey Rósa Stefánsdóttir | E&O             | Danick Snelder     | Hellas          | M: Estavana Polman       | AAC 1899        |      |
| 2010 | Larissa van Dorst   | Hellas          | R: Þórey Rósa Stefánsdóttir | E&O             | Danick Snelder     | Hellas          | R: Laura van der Heijden | VOC             |      |
| 2011 | Larissa van Dorst   | Hellas          | L: Sharina van Dort         | Dalfsen         | Sanne Mocking      | Fortissimo      | L: Wendy Smits           | Dalfsen         |      |
| 2011 | Larissa van Dorst   | Hellas          | L: Sharina van Dort         | Dalfsen         | Sanne Mocking      | Fortissimo      | M: Estavana Polman       | VOC             |      |
| 2011 | Larissa van Dorst   | Hellas          | R: Debbie Bont              | VOC             | Sanne Mocking      | Fortissimo      | M: Estavana Polman       | VOC             |      |
| 2011 | Larissa van Dorst   | Hellas          | R: Debbie Bont              | VOC             | Sanne Mocking      | Fortissimo      | R: Sanne van Olphen      | Hellas          |      |
| 2012 | Annick Lipman       | Dalfsen         | L: Sharina van Dort         | Dalfsen         | Esther Schop       | Dalfsen         | L: Wendy Smits           | Dalfsen         |      |
| 2012 | Annick Lipman       | Dalfsen         | L: Sharina van Dort         | Dalfsen         | Esther Schop       | Dalfsen         | M: Lynn Knippenborg      | Dalfsen         |      |
| 2012 | Annick Lipman       | Dalfsen         | R: Angela Malestein         | Dalfsen         | Esther Schop       | Dalfsen         | M: Lynn Knippenborg      | Dalfsen         |      |
| 2012 | Annick Lipman       | Dalfsen         | R: Angela Malestein         | Dalfsen         | Esther Schop       | Dalfsen         | R: Anouk Nieuwenweg      | E&O             |      |
| 2013 | Annick Lipman       | Dalfsen         | Fabienne Logtenberg         | Dalfsen         |                    |                 |                          |                 |      |
| 2014 | Annick Lipman       | Dalfsen         | Rachel de Haze              | VOC             |                    |                 |                          |                 |      |
| 2015 | Kristy Zimmerman    | Dalfsen         | Rachel de Haze              | VOC             |                    |                 |                          |                 |      |
| 2016 | Marieke van der Wal | Quintus         | Rachel de Haze              | VOC             |                    |                 |                          |                 |      |
| 2017 | Yara ten Holte      | Dalfsen         | Larissa Nüsser              | Dalfsen         |                    |                 |                          |                 |      |
| 2018 | Yara ten Holte      | Dalfsen         | Dione Housheer              | VOC             |                    |                 |                          |                 |      |
| 2019 | Amber Zomerdijk     | VZV             | Cythia Devilee-Grift        | Quintus         |                    |                 |                          |                 |      |
| 2020 | Geen verkiezing     | Geen verkiezing | Geen verkiezing             | Geen verkiezing | Geen verkiezing    | Geen verkiezing | Geen verkiezing          | Geen verkiezing |      |
| 2021 | Geen verkiezing     | Geen verkiezing | Geen verkiezing             | Geen verkiezing | Geen verkiezing    | Geen verkiezing | Geen verkiezing          | Geen verkiezing |      |
| 2022 | Geen verkiezing     | Geen verkiezing | Geen verkiezing             | Geen verkiezing | Geen verkiezing    | Geen verkiezing | Geen verkiezing          | Geen verkiezing |      |
| 2023 | Sharon Grummel      | HandbaL Venlo   |                             |                 |                    |                 |                          |                 |      |
| 2024 | Alieke van Maurik   | VOC             |                             |                 |                    |                 |                          |                 |      |

## Statistieken
| Aantal titels     | Club           |
| ----------------- | -------------- |
| 16                | Dalfsen        |
| 12                | VOC            |
| 10                | Hellas         |
| 10                | Quintus        |
| 5                 | Swift Roermond |
| 3                 | SEW            |
| 3                 | Vlug en Lenig  |
| 3                 | E&O            |
| 2                 | Ookmeer        |
| 2                 | PSV            |
| 2                 | Nieuwegein     |
| 2                 | AAC 1899       |
| 1                 | Fortissimo     |
| 1                 | Niloc          |
| 1                 | VZV            |
| 1                 | HandbaL Venlo  |
| Buitenlandse club |                |
| 1                 | GOG            |
| 1                 | Horsens HK     |

| Aantal titels       | Provincie     |
| ------------------- | ------------- |
| 20                  | Zuid-Holland  |
| 19                  | Noord-Holland |
| 16                  | Overijssel    |
| 9                   | Limburg       |
| 3                   | Drenthe       |
| 3                   | Utrecht       |
| 2                   | Noord-Brabant |
| Buitenlandse landen |               |
| 2                   | Denemarken    |